# 정동 (서울특별시)
정동(貞洞)은 대한민국 서울특별시 중구에 속하는 법정동으로 덕수궁의 북서쪽에 위치하고 있다. 정동이란 이름은 조선 태조 이성계의 계비인 신덕왕후의 정릉(貞陵)이 현재 정동 4번지에 있던 데에서 유래되었다. 관할하는 행정동은 소공동이다.

## 역사
정동은 조선초 한성부 서부 황화방에 속하였던 곳으로 태조의 계비 신덕왕후의 능침인 정릉(貞陵)이 있었던 곳이라는 데서 정릉동이라 이름이 붙여졌다. 태조는 신덕왕후의 능지를 직접 골랐으며 자주 찾았다. 또 그 옆에 천흥사를 세워 그녀의 명복을 빌었다. 하지만 1408년(태종8년) 5월 24일 태조의 승하와 더불어 정릉은 반년 사이에 도성 밖 사을한(沙乙閑)의 산기슭으로 옮겨지게 된다. 정릉은 성 밖으로 사라졌으나 그 대신에 원래의 자리에다 '정릉동(貞陵洞)' 혹은 '정동(貞洞)'이라는 지명을 남겨놓았다.『단종실록』1452년 7월 3일자의 기사에는 안평대군 이용(1418~1453)의 행태를 비난하는 내용과 관련하여 '정릉동'이라는 표기가 등장한다. 그 이후 시기에 있어서는 여기에서 파생된 '대정동(大貞洞)' 혹은 '대정릉동(大貞陵洞)'과 '소정동(小貞洞)' 혹은 '소정릉동(小貞陵洞)'이라는 지명도 자주 등장하는 것을 볼 수 있다. 즉, 이순우는 그의 저서에서 '정동'지역은 '대정동'과 '소정동'이 합쳐진 구역이라고 보고 있다.
정동의 범위를 살펴보자면 현재의 정동길의 서쪽 일대를 '대정동'이라 하였고 동쪽 일대를 '소정동'이라고 불렀던 것으로 보인다. 즉, 대정동은 서울시립미술관이 자리한 서소문동 일부를 포함하여 배재학당과 이화학당 지역까지 아우르는 지역이며, 소정동은 지금의 덕수궁을 포함하여 대한문 앞(서울시청광장 일대)를 지칭하는 것으로 파악된다.
이순우의 연구에 따르면, 대정동과 소정동의 개념과 범위가 완전히 무력화한 때는 일제강점기 1914년이다. 이 당시 조선총독부가 전국적인 행정구역개편을 단행하면서 개별 단위의 동네들을 자신들의 편의대로 구역을 재편하거나 명칭을 변경하였다. 『조선총독부 관보』1914년 4월 27일자에 게제된 '조선총독부 경기도고시 제7호 경성부 정동의 명칭 및 구역'(고시일자 1914년 4월 1일)에서 그 결과를 확인할 수 있다. 1914년 행정구역 개편 때 새로운 정동(貞洞)이 대정동과 소정동을 하나로 묶기는 하였으나 대부분의 잔여지역이 인접하는 태평통(지금의 태평로), 서소문정(지금의 서소문동), 무교정(지금의 무교동) 등지로 흩어져 편입되었다. 토지조사사업결과 새로운 지번이 부여된 이래로 행정구역상 정동에 존속했던 지번은 '정동 1번지'부터 '정동 34번지'에 이르는 구성이었다.1936년 행정구역 개편 때 정동정(貞洞町)이 되었고, 정동정은 1943년 6월 신설된 서대문구에 속하였고, 1946년 정동으로 이름이 바뀌어 지금에 이르며, 1975년에는 중구 관할이 되었다.
19세기 말부터 각국 공사관들이 정동에 들어오기 시작했다. 이순우의 책에는 과거 정동에 있었거나,현재까지 존재하고 있는 공사관들에 대해 자세히 설명되어 있다. 미국공사관(1883년 5월 개설, 정동10번지), 영국공사관(1884년 4월 개설, 정동4번지), 독일영사관(1891년 후반, 서소문동 38번지이전), 러시아공사관(1885년 10월 개설, 정동15-1번지), 프랑스공사관(1889년 10월 정동 28번지이전), 벨기에영사관(1901년 10월 개설, 정동 16-1번지), 이탈리아공사관(1902년 11월 이전), 외교관구락부(1894년 정초식(定礎式), 정동 17번지) 등이 있었다. 현재 서울시립미술관이 자리한 서소문동 38번지 일대는 육영공원을 거쳐 독일영사관이 있던 자리이다. '구 러시아공사관'은 1977년 사적으로 지정되어 오늘에 이르고 있다. 과거 프랑스공사관의 자리엔 오늘날 창덕여중(昌德女中)가 위치해있다. 과거 벨기에 영사관 자리(정동16-1번지)는 해방이후 하남호텔을 거쳐 오늘날 캐나다 대사관이 자리하고 있다. 외교관구락부는 1892년 결성되어 프랑스공사관 인접가옥에서 회합을 갖다가, 1894년 정동 17번지에 건물을 신축하였다. 이후 1923년에 이 자리를 서울외국인학교가 매입하여 1957년까지 사용하였다. 현재는 프란치스코교육회관(Francisco Education Center) 건물이 자리하고 있다. 현재 미국대사관저(정동 10번지), 영국대사관(정동 4번지), 성공회대성당(정동 3번지), 이화여고 구내(정동 29번지, 30번지, 31, 32번지)가 거의 변동이 없이 남아있다.

## 시설
- 문화재: 덕수궁, 배재학당, 구 러시아 공사관, 중명전
- 예술 시설: 정동극장
- 외국 공관: 주한 미국 대사관, 주한 노르웨이 대사관, 주한 뉴질랜드 대사관, 주한 러시아 대사관, 주한 영국 대사관, 주한 캐나다 대사관
- 교육 기관: 이화여자고등학교, 예원학교, 창덕여자중학교, 덕수초등학교
- 종교 시설: 성공회 서울주교좌대성당, 정동제일교회
- 신문시설: 경향신문

## 사진

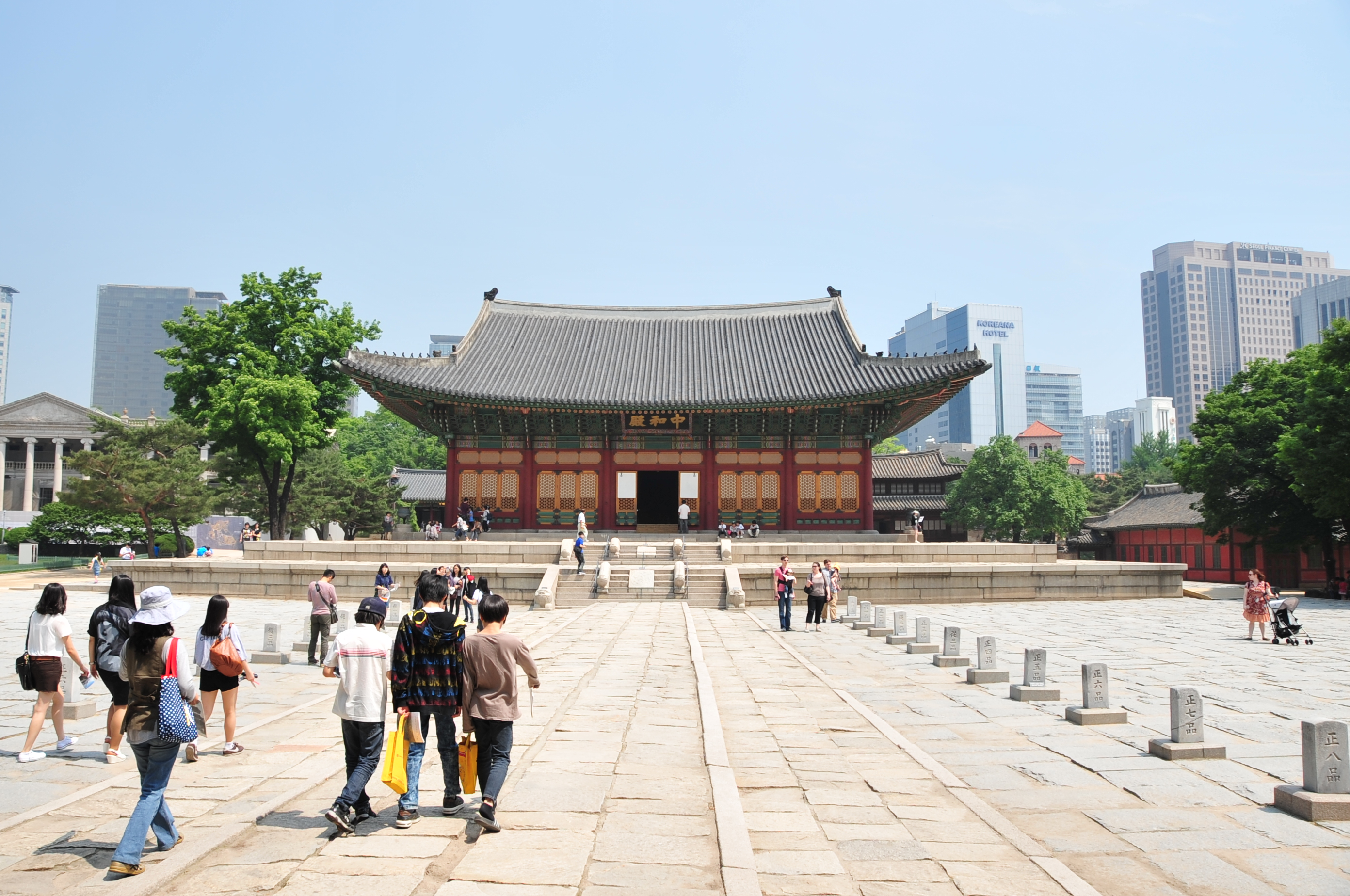
덕수궁 중화전
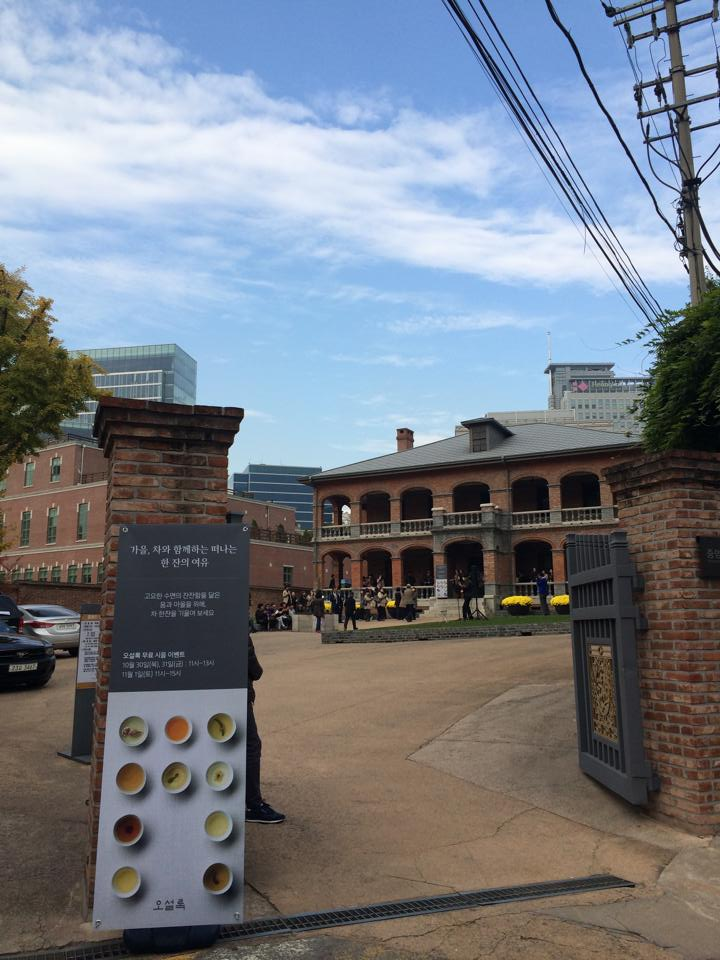
중명전
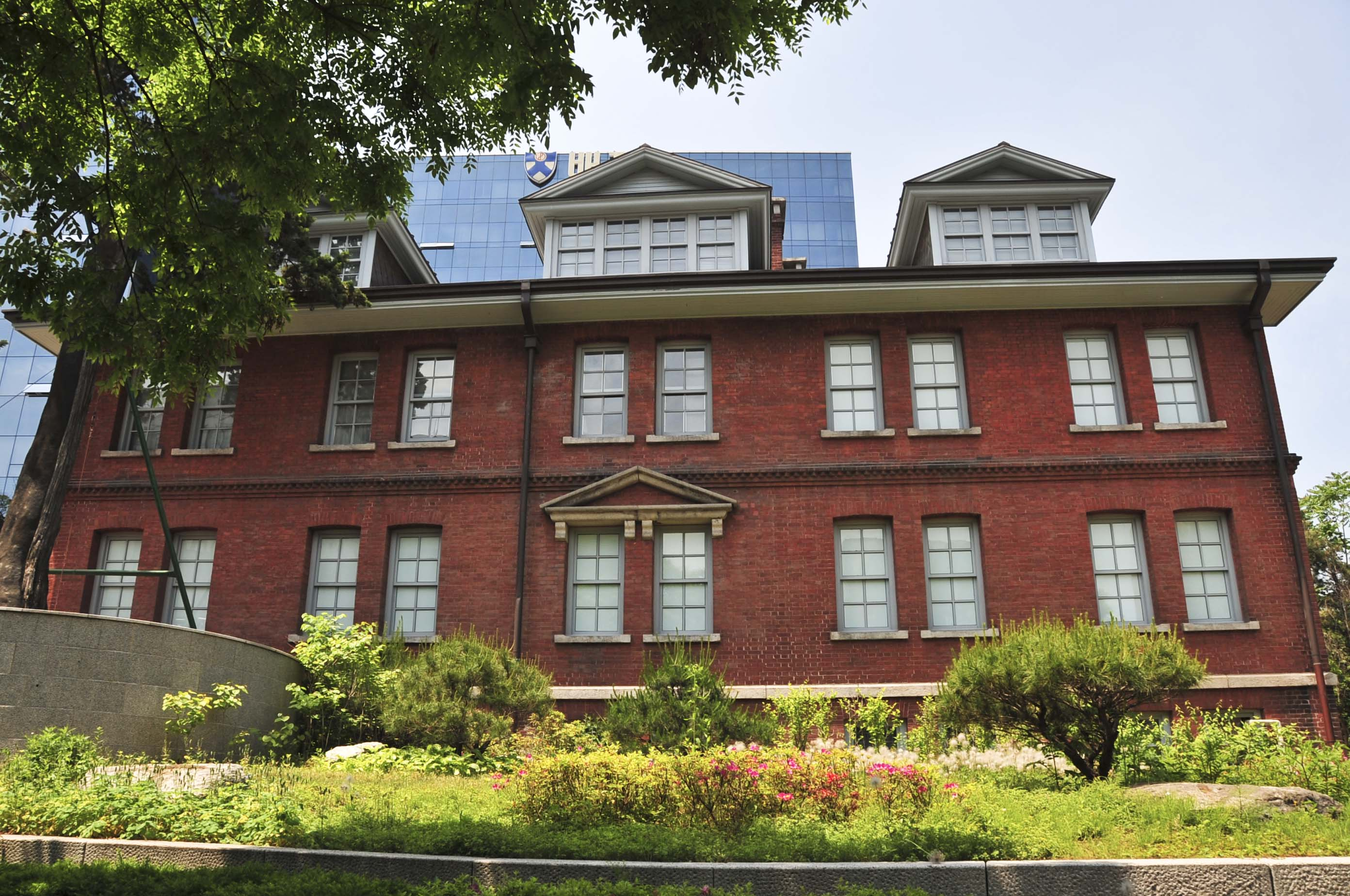
배재학당 동관
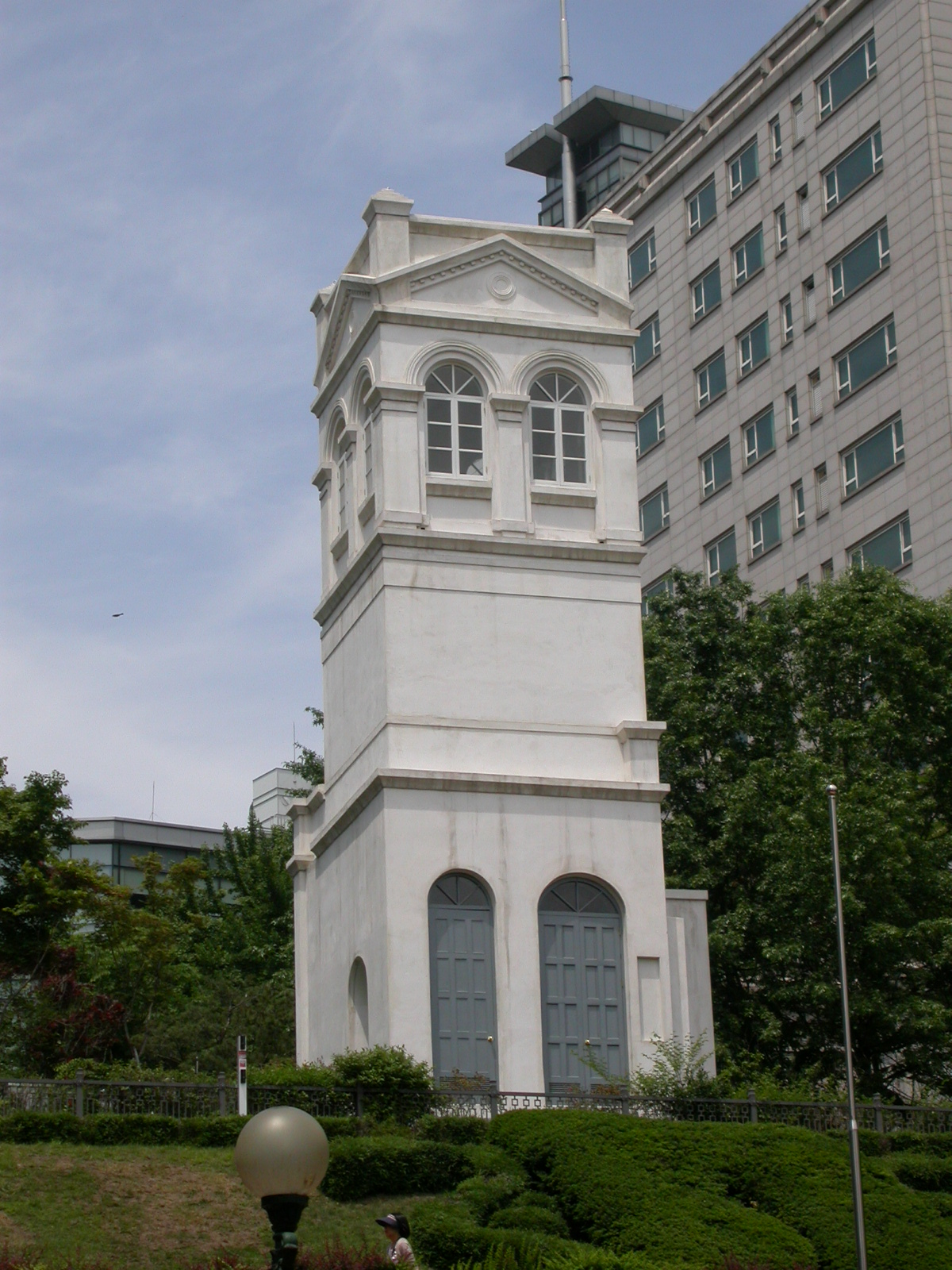
서울 구 러시아 공사관
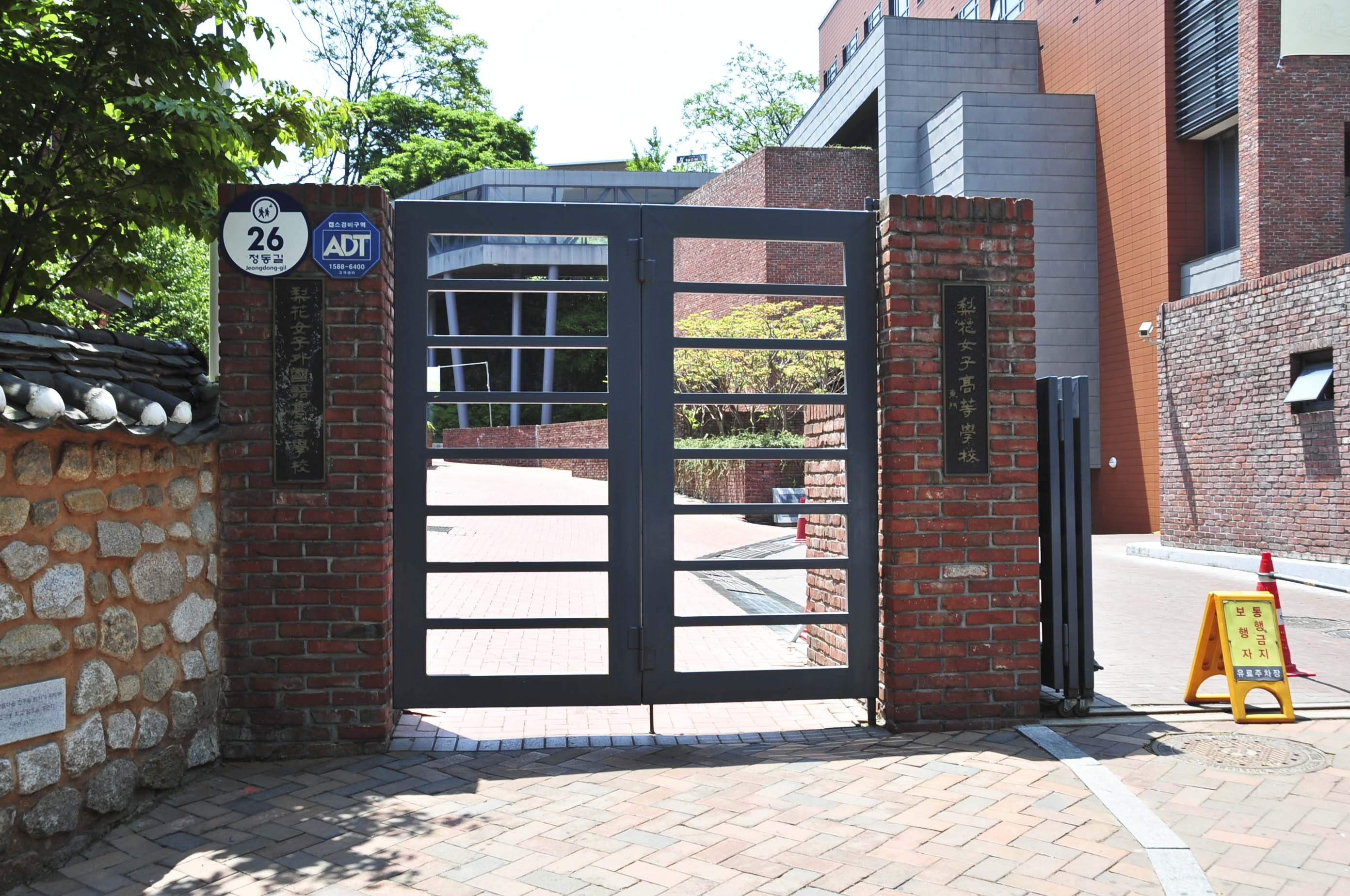
이화여자고등학교
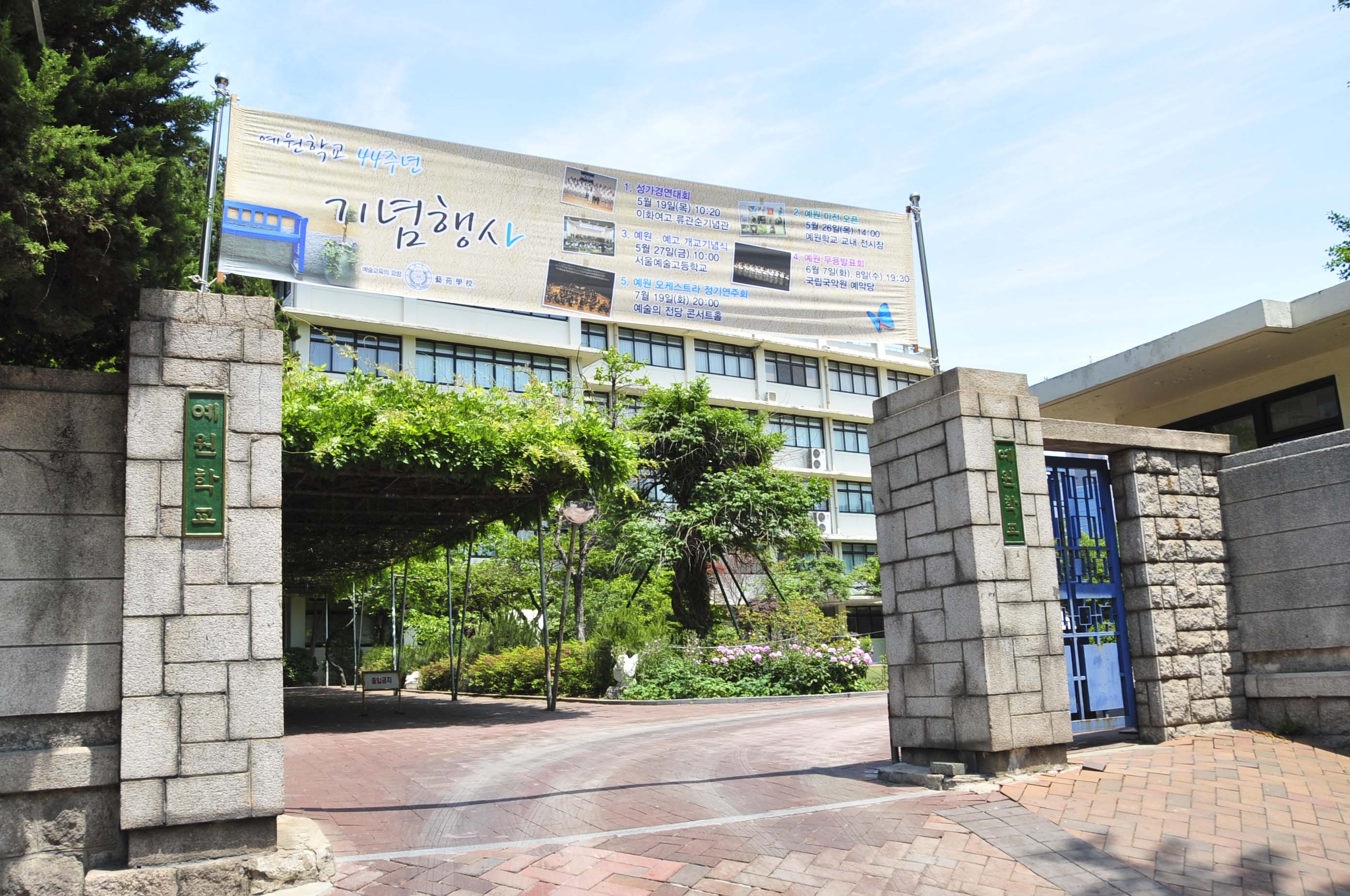
예원학교
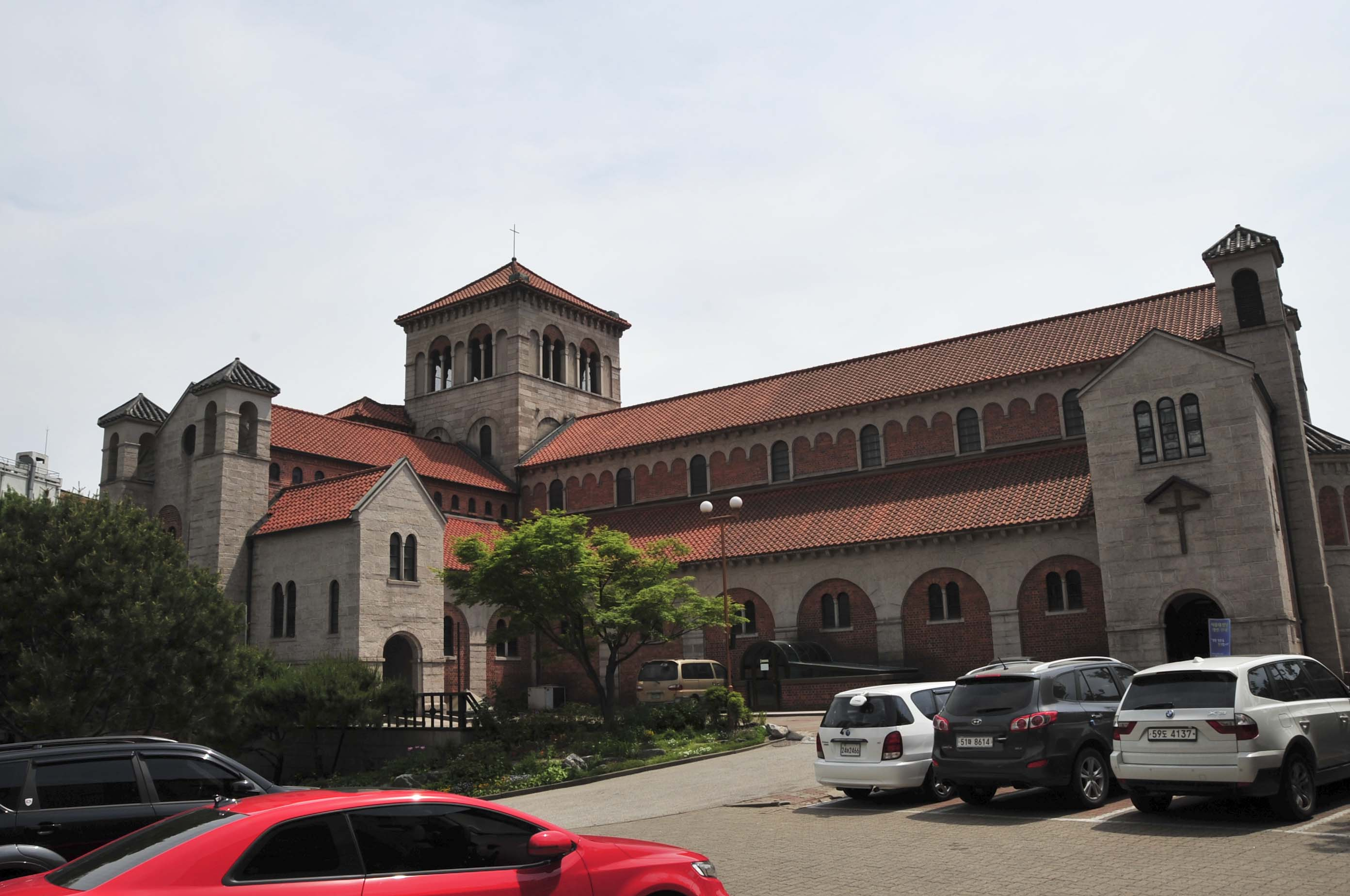
성공회 서울주교좌대성당
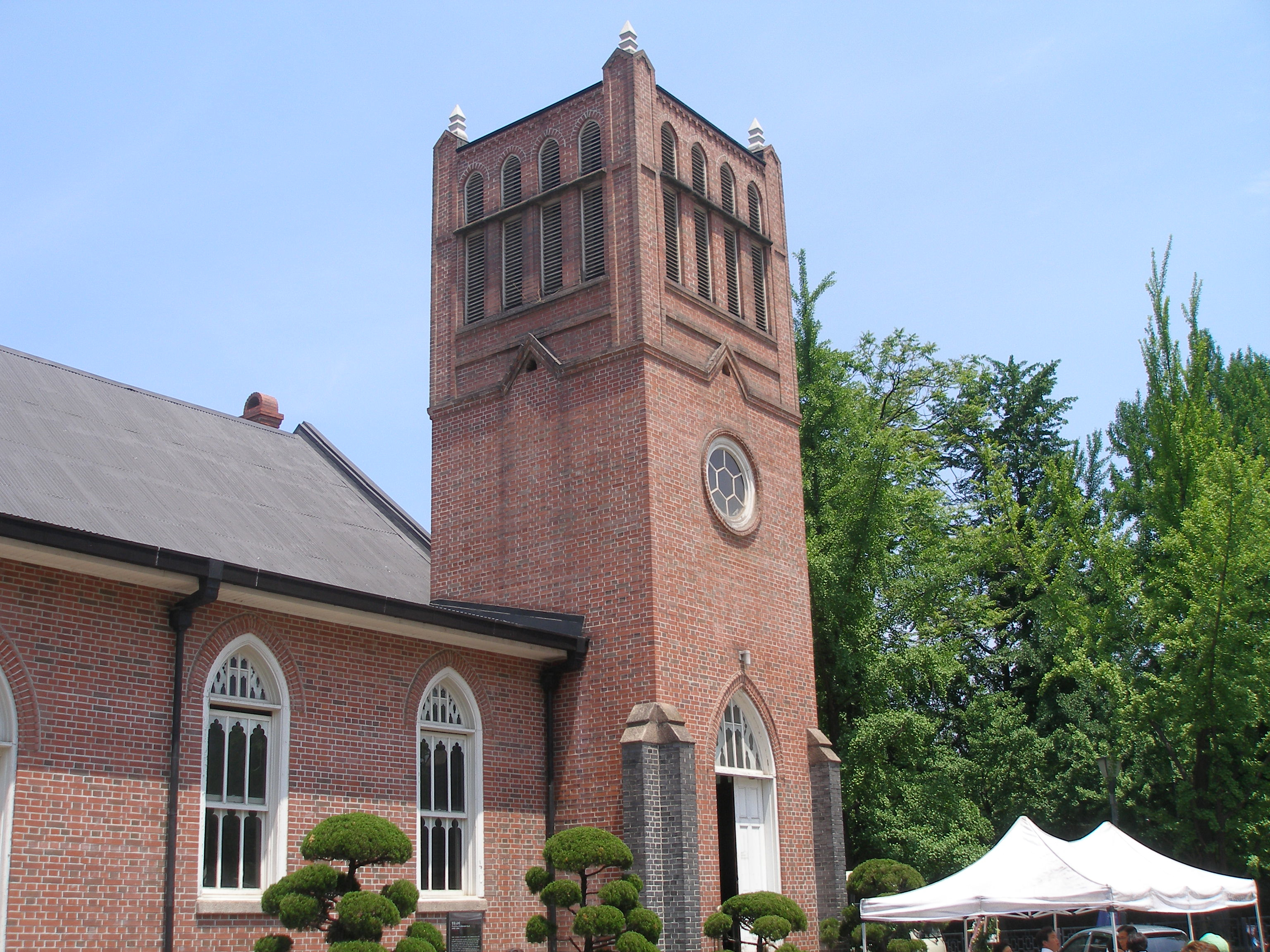
정동제일교회
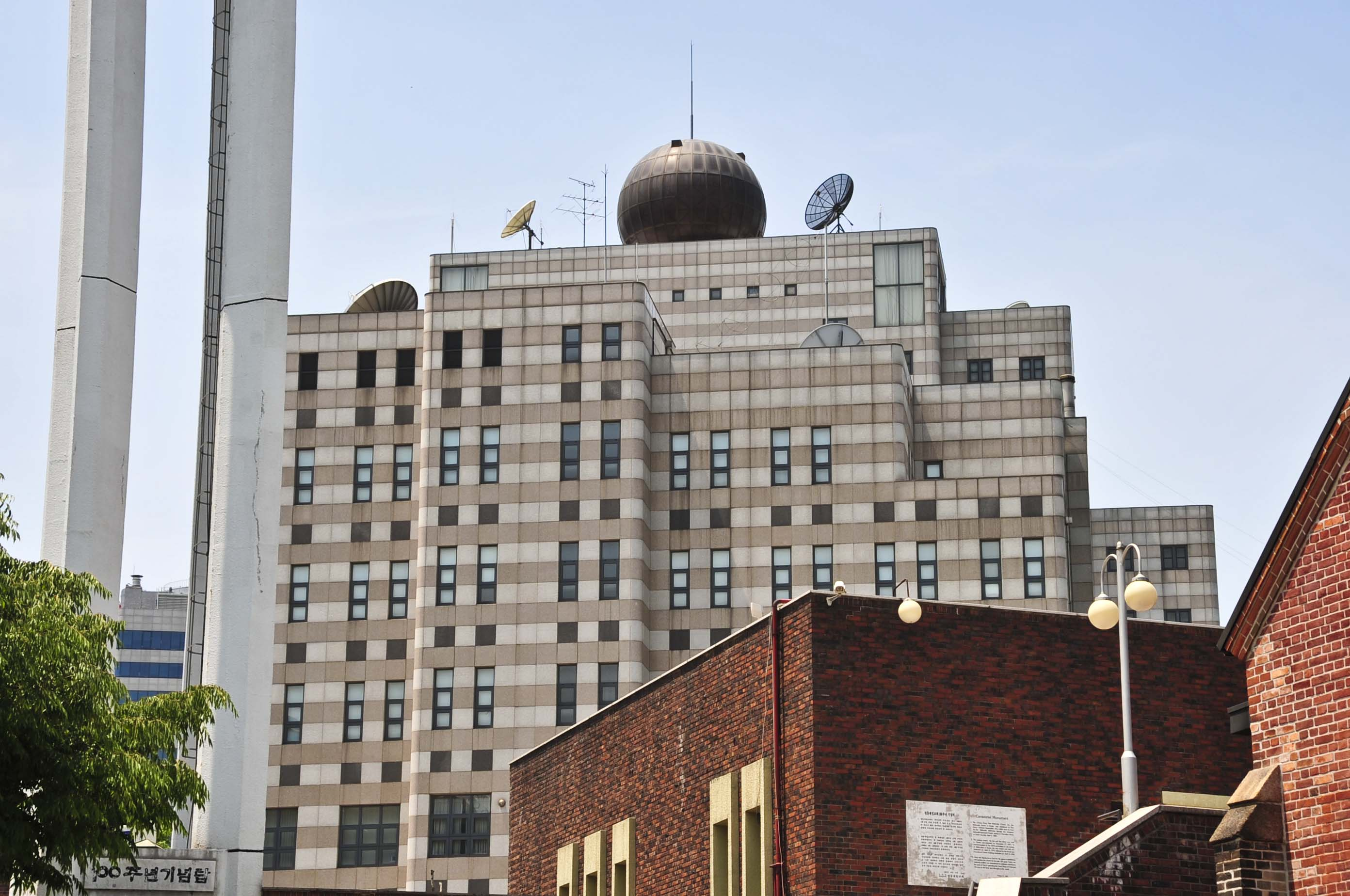
주한 러시아 대사관

## 같이 보기
- 대한민국의 행정 구역